# 窒化物半導体
窒化物半導体 (ちっかぶつはんどうたい) は、III-V族半導体に於いて、V族元素として窒素を用いた半導体。窒化アルミニウム(AlN)、窒化ガリウム(GaN)、窒化インジウム(InN)が代表である。窒化アルミニウムは絶縁体ではあるが、同列に論じられる。

## 概要
従来の半導体に比べてバンドギャップの大きいワイドギャップ半導体であり、また ガリウム(Ga)、インジウム(In)、アルミニウム(Al) の濃度を変化させることにより、大きくバンドギャップを変化させることが出来る。そのため可視光領域のほぼ全てをカバーでき、発光材料として有望視されている。
化学的に安定しているという特徴もあり、その特徴を利用した研究や応用が行なわれている。高い絶縁破壊電圧を持つため、オン抵抗がシリコン半導体と比較すると、2桁ほど低く、従来と比べ損失の低い電子デバイス(DCDCコンバータ等)の実現が可能となり、一部の窒化物半導体（窒化アルミニウム、窒化ガリウム、窒化インジウム）は高温（500℃程度）でも安定した特性を持つため、そうした環境下で冷却することなく使用できるデバイス材料としての研究・応用などが行なわれている。
他にも、物理的に強固である(非常に固い)こと、ヒ素などの有毒物質が用いられておらず環境負荷が低いこと、などの特長を持つ。

## 歴史
1980年代後半 赤﨑勇や天野浩によって、低温バッファ層、p型伝導、n型伝導性制御、pn接合LEDなど先駆的な研究成果が報告された。
1993年、日亜化学の中村修二により、GaNを用いた高輝度青色LEDが世界に先駆け発明、実用化され、窒化物ブームと言うべき事態が引き起こされた。
2004年、窒化物半導体は非常に活発に研究されており、応用物理学会などでも窒化物半導体のセッションは他に比べて数倍の規模を持つ。
2006年、HD-DVDやBlu-Rayにおける重要な半導体素子(半導体レーザー)に採用され、歩留まりを向上させるべく様々な研究が行われた。
2012年、パナソニックは窒化物半導体を利用した人工光合成システムを発表した。